# Marcaltő
Marcaltő es un pueblo ubicado en el distrito de Pápa, en el condado de Veszprém, Hungría.

## Superficie
Posee una superficie de 22,09 kilómetros cuadrados.

## Demografía
Hasta 2019 la población era de 727 habitantes, con una densidad de población de 32,91 habitantes por kilómetro cuadrado.